# Rhodoleptus umbrosus
Rhodoleptus umbrosus là một loài bọ cánh cứng trong họ Cerambycidae.